# TrES-4

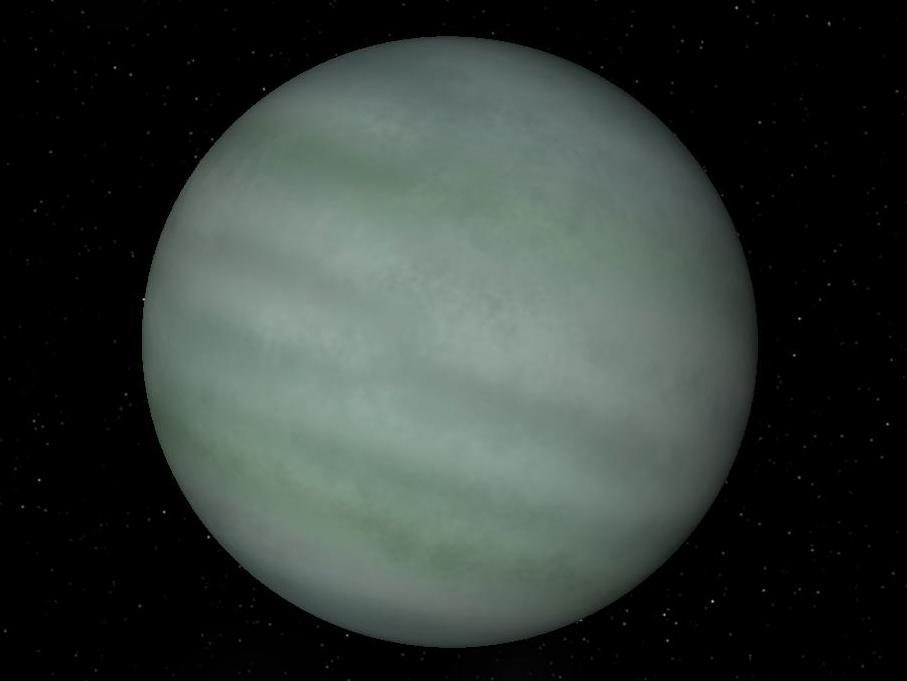
TrES-4 come è simulato in Celestia

TrES-4, citato anche come TrES-4b, è un esopianeta la cui scoperta fu annunciata il 7 agosto 2007 come risultato delle indagini svolte utilizzando il metodo del transito nell'ambito del Trans-Atlantic Exoplanet Survey.
TrES-4 orbita attorno a GSC 02620-00648, una stella 3-4 volte più luminosa del Sole posta a circa 1400 anni luce nella costellazione di Ercole. Il pianeta orbita attorno alla stella madre con un periodo di circa 3,5 giorni eclissandola parzialmente nell'osservazione dalla Terra.
TrES-4 ha una massa di poco inferiore a quella gioviana (circa il 90%) ma il suo diametro è quasi il doppio di quello di Giove (circa il 170%). Questo ne fece sia l'esoplaneta di maggiori dimensioni sia quello di minima densità tra quelli noti al momento della scoperta.
Non è ancora chiaramente appurato perché TrES-4 sia tanto grande e così poco denso. Tra le cause sotto esame vi sono il calore interno del pianeta e la sua prossimità alla stella madre (il raggio orbitale è circa un ottavo di quello mercuriano), che fa prevedere una temperatura superficiale di 1782 K.
Uno studio successivo ha determinato che la stella madre è un sistema binario e ha determinato con maggiore precisione alcuni parametri del sistema stesso.
La stella madre di TrES-4, 1,2 volte più massiccia del sole, ha ormai esaurito il suo idrogeno ed ha iniziato la trasformazione in gigante rossa. Si prevede che nell'arco di un miliardo di anni essa fagociterà TrES-4.